# Pterogobius zacalles
Pterogobius zacalles är en fiskart som beskrevs av Jordan och Snyder, 1901. Pterogobius zacalles ingår i släktet Pterogobius och familjen smörbultsfiskar. Inga underarter finns listade i Catalogue of Life.